# Rytíř v zářivé zbroji
Rytíř v zářivé zbroji je 1. díl seriálu Knight Rider – Legenda se vrací v režii Davida Solomona. Tento díl je založený na podobném principu jako 1. díl I. série pův. seriálu Knight Rider, kde si M. Knighta vzal na starosti Wilton Knight v Nadaci. Hlavní hrdina změní své jméno a stane se oficiálním řidičem a parťákem vozu s umělou inteligencí KITT.

## Děj
Dr.Charles Graiman, vědec a stavitel automobilu KITT obnovil Knightovo centrum (ESC). Syn původního hrdiny Mike Traceur se při své první misi potýká se svou minulostí. Bohužel si nemůže vzpomenout na dobu strávenou jako voják v Iráku ani na nic potom. Dokonce ani nezná lidi, kteří tvrdí, že znají jeho. Při úniku z konzulátu je zasažen teplem naváděnou střelou a jedoucí KITT se změní na žhavou kouli. S pomocí Billyho a Dr.Graimana se oheň povede uhasit a posádku na poslední chvíli zachránit. Při pátrání po záhadném balíčku je Mike smrtelně zraněn agentkou Carrie Rivai. Všechno je ale jen podfuk, aby se zbavil stínu své minulosti. Po fingované smrti, kterou vysílá i televize přijímá novou identitu jako Michael Knight.

## Obsazení
- Bruce Davidson - Charles Graiman
- Yancey Arias - Alex Torres
- Justin Bruening - Mike Traceur/Mike Knight
- Val Kilmer - hlas KITT
- Smith Cho - Zoe Chao

a další ...